# Banganapalle (stato)
Lo Stato di Banganapalle fu uno stato principesco del subcontinente indiano, avente per capitale la città di Banganapalle.

## Storia
Il villaggio fortificato di Banganapalle emerse nella storia nel 1601, quando il sultano Ismail Adil Shah di Bijapur spodestò il precedente regnante, il raja Nanda Chakravarthy, e prese possesso della fortezza. Molti decenni dopo, Banganapalle era parte di una grande provincia che il sultano di Bijapur aveva posto sotto il controllo del suo fidato generale, Siddi Sambal. Siddi, un uomo di estrazione africana, implementò notevolmente le fortificazioni di Banganapalle.
Nel 1665, il sultano Adil Shah II di Bijapur garantì Banganapalle e le aree circostanti come jagir (feudo) a Muhammad Beg Khan-e-Rosebahani, come ricompensa per i servigi resi. Rosebahani morì senza eredi maschi e lasciò il controllo del suo stato a suo figlio adottato che da lui prese il proprio nome, Muhammad Beg Khan Najm-i-Sani, che prese il titolo di Faiz Ali Khan Bahadur. Faiz Ali e suo fratello Fazl Ali erano ufficiali d'esercito sotto il sultano di Bijapur. Secondo alcune fonti, Faiz Ali era figlio di una figlia di Rosebahani. Secondo altre fonti, il passaggio ereditario non sarebbe stato perfettamente legale, ma i tempi erano instabili politicamente all'epoca ed il controllo era più importante delle necessità legali. Nel 1686, il sultanato di Bijapur si estinse dopo essere stato sconfitto dall'Impero moghul sotto Aurangzeb. Per una fortunata coincidenza, il viceré di Aurangzeb nel Deccan, Mubariz Khan, altri non era che lo zio materno di Faiz Ali Khan. Il feudo di Banganapalle venne assicurato così a Faiz Ali Khan per intervento di Mubariz Khan.
Ad ogni modo, Faiz Ali Khan morì anch'egli senza eredi maschi.
A quel punto, Banganapalle venne governato da altri discendenti di Faiz Ali Khan, inizialmente come feudo dell'Impero moghul e poi dal 1724 del Nizam di Hyderabad. Faiz Ali Khan morì anch'egli senza eredi maschi e Banganapalle venne ereditata da suo figlio, Husain Ali Khan. Sul finire del regno di Husain Ali Khan, Hyder Ali di Mysore stava espandendo il proprio potere nella regione, e Husain Ali Khan cambiò la sua alleanza verso Hyder Ali. Husain Ali Khan morì nel 1783, e suo figlio ancora giovane, Ghulam Muhammad Ali, gli succedette, con suo zio paterno come reggente. Nel giro di un anno, il successore di Hyder, Tipu Sultan, giunse a scacciarli da Banganapalle; si rifugiarono a Hyderabad, tornando a reclamare Banganapalle nel 1789. Poco dopo, il vicino jagir di Chenchelimala venne acquisito dal Nawab di Banganapalle per matrimonio.
Banganapalle divenne così uno stato principesco dell'India britannica all'inizio del XIX secolo. Il governatore britannico della presidenza di Madras, venne chiamato per ben due volte a prendere le redini dell'amministrazione dello stato per evitare che questo avesse gravi problemi finanziari: la prima volta dal 1832 al 1848, la seconda per alcuni mesi nel 1905.
Secondo il censimento del 1901, lo stato principesco di Banganapalle aveva una popolazione di 32.264 abitanti ed un'area di 660 km2.
Nel 1948, il regnante di Banganapalle decise di aderire alla repubblica indiana e pertanto Banganapalle venne incorporato nel distretto di Kurnool e poi nella presidenza di Madras. Nel 1953, i distretti settentrionali dello stato di Madras, incluso il distretto di Kurnool, divennero parte del nuovo stato di Andhra, che nel 1956 divenne l'attuale Andhra Pradesh.

### Governanti
Tra il 1665 ed il 1876 i regnanti di Banganapalle ebbero il titolo di kildar, elevato poi a nawab.

#### Kiladar
- 1665 - 1686 Muhammad Beg Khan (m. c.1686)
- 1686 - 1725 Muhammad Beg Khan-i-lung (m. 1725)
- 1725 - 1728 Ata Khan (m. 1728)
- 1728 - 1737 Fazil `Ali Khan I (m. 1737)
- 1737 - 1769 Fazil `Ali Kahn II (m. 1769)
- 7 aprile 1769 – 26 agosto 1783 Saiyid Husain Ali Khan (m. 1783) (titolo personale di Khan Bahadur)
- 1784 - 1790 Muhammad Yusuf  – amministratore di Mysore
- 1790 - 1814 Mozaffar al-Molk Asad `Ali Khan – con: 
  - 1790 - 8 settembre 1822 Gholam `Ali Khan I (m. 1825)
  - 8 settembre 1822 - 1831 Hosayn `Ali Khan (1st time) (m. 1848)
  - 12 luglio 1848 - 1848 Hosayn `Ali Khan (2nd time) (s.a.)
  - 1848 - 7 ottobre 1868 Gholam Mohammad `Ali Khan II (m. 1868)
  - 7 ottobre 1868 - 24 gennaio 1876 Fath `Ali Khan (n. 1849 - m. 1905)

#### Nawab
- 24 gennaio 1876 – 21 aprile 1905 Fath `Ali Khan (s.a.)
- 21 aprile 1905 – 22 gennaio 1922 Gholam `Ali Khan III (n. 1874 - m. 1922)
- 21 aprile 1905 – 12 dicembre 1908 John Chartres Molony – reggente (n. 1877 - m. 1948)
- 22 gennaio 1922 – 15 agosto 1947 Fadli `Ali Khan III (n. 1901 - m. 1948) (forzato ad abbandonare lo stato dal 1939 al 1947)